# JK-05
JK-05 ist ein experimentelles Virostatikum, das gegen verschiedene RNA-Viren wirkt.

## Eigenschaften
JK-05 ist ein Inhibitor der viralen RNA-Polymerase wirksam gegen das Influenzavirus, Ebolavirus, Gelbfieber-Virus, verschiedene Arenaviren und Bunyaviren. JK-05 ist strukturell mit Favipiravir verwandt und möglicherweise identisch zum patentierten Favipiravir des japanischen Pharmaunternehmens Toyama Kagaku Kōgyō. JK-05 wird von Sihuan Pharmaceutical hergestellt.
Im Zuge der Ebolafieber-Epidemie 2014 erhielt JK-05 eine vorläufige chinesische Arzneimittelzulassung zur Behandlung von Ebolavirusinfektionen.